# Chen Zhongshi
Chen Zhongshi, 陈忠实 en xinès simplificat o 陳忠實 en xinès tradicional, (Xi'an, agost de 1942 - 29 d'abril 2016) fou un escriptor xinès. La seva obra més coneguda és la novel·la Bai Lu Yuan, traduïda a l'anglès com White Deer Plain i al francès com Au pays du cerf blanc. Guanyador del Premi Mao Dun de Literatura de 1997.

## Biografia
Chen Zhongshi va néixer el 3 d'agost de 1942 al districte de Baquiao a 25 km de Xi'an a la província de Shaanxi. Degut a la situació econòmica de la família només va poder estudiar fins als 19 anys. Va treballar com a mestre d'escola i l'any 1982 va publicar una primera col·lecció de contes. El 1979 va ingressar com a membre de l'Associació d'Escriptors Xinesos, entitat de la que va ser Vicepresident en el període de 2001 a 2006.
Molt aficionat al futbol va escriure cròniques en diversos diaris esportius.
Va morir de càncer a l'hospital Xijing de Xi'an el 29 d'abril de 2016.

## Obra
Chen ha escrit una quantitat important d'obres (novel·les, relats curts, assaig) amb un gran èxit i prestigi a la Xina però amb poca difusió a l'exterior.
La seva novel·la més popular Bai Lu Yuan, descriu la història de dues famílies camperoles i d'alguna forma es una anàlisi de l'evolució de la societat xinesa rural de finals de la dinastia Qing. En el moment de la seva publicació va significar un canvi per la utilització de noves tècniques d'escriptura (realisme, realisme màgic). Des de la seva publicació ha arribat a assolir quasi dos milions d'exemplars venuts i ha estat traduïda a diversos idiomes com l'anglès, francès, japonès i coreà. També amb adaptacions al teatre, a l'opera, al còmic i al cinema, amb una pel·lícula dirigida per Wang Quan'an, que va ser presentada al 62è Festival de Cinema de Berlin el 2012. El Ministeri d'Educació xinès va incloure la novel·la com a obra de lectura obligada pels estudiants.
Segons va explicar ell mateix, els seus referents literaris internacionals foren, per una banda Maksim Gorki, Txékhov i Maupassant i per una altra Garcia Marquez i Alejo Carpentier.